# Rokkaku-dōri
Le Rokkaku-dōri (六角通, Rokkaku-dōri), littéralement Rue de l'hexagone, est une voie du centre-ville de Kyoto. Orientée est-ouest de son début au Kiyamachi-dōri (en), près de la rivière Takase, jusqu'au Teramachi-dōri (en), elle est orientée ouest-est jusqu'à son aboutissant et termine dans un cul-de-sac, peu après le Sai-dōri (ja).

## Description

### Situation
Le Rokkaku-dōri traverse l'arrondissement de Nakagyō d'est en ouest pour rejoindre celui d'Ukyō peu après le Sai-dōri (ja). Elle est coupée un peu avant la ligne principale Sanin et passe aussi par la ligne principale Arashiyama (ja). La rue est très animée jusqu'au Karasuma-dōri (en), puis devient une rue normale jusqu'au Horikawa-dōri (en), où il devient une petite rue étroite.

### Voies rencontrées
De l'est vers l'ouest, en sens unique, du Kiyamachi-dōri (en) jusqu'au Teramachi-dōri (en), puis de l'ouest vers l'est. La liste des voies rencontrées va continuer à garder l'orientation de l'est vers l'ouest et ainsi seront les voies rencontrées par la droite (d) ou la gauche (g). Seules les rues portant un nom sont listées.
1. Kiyamachi-dōri (en) (木屋町通) (rivière Takase)
2. Nishikiyamachi-dōri (en) (西木屋町通)
3. Kawaramachi-dōri (en) (河原町通)
4. (g) Uraderamachi-dōri (裏寺町通)
5. Shinkyōgoku-dōri (新京極通)
6. Teramachi-dōri (en) (寺町通) (changement du sens de la circulation)
7. Gokomachi-dōri (御幸町通)
8. Fuyachō-dōri (ja) (麩屋町通)
9. Tominokōji-dōri (富小路通)
10. Yanaginobanba-dōri (ja) (柳馬場通)
11. Sakaimachi-dōri (堺町通)
12. Takakura-dōri (ja) (高倉通)
13. Higashinotōin-dōri (en) (東洞院通)
14. Karasuma-dōri (en) (烏丸通)
15. Muromachi-dōri (en) (室町通)
16. (d) Koromonotana-dōri (衣棚通)
17. Shinmachi-dōri (ja) (新町通)
18. Nishinotōin-dōri (ja) (西洞院通)
19. Ogawa-dōri (小川通)
20. Aburanokōji-dōri (ja) (油小路通)
21. (g) Samegai-dōri (醒ヶ井通)
22. Horikawa-dōri (en) (堀川通)
23. Iwagami-dōri (岩上通)
24. Inokuma-dōri (ja) (猪熊通)
25. Kuromon-dōri (黒門通)
26. Ōmiya-dōri (en) (大宮通)
27. Shinsen'en-dōri (神泉苑通)
28. Yashiro-dōri (矢城通)
29. Kōin-dōri (後院通)
30. Bōjō-dōri (坊城通) (première interruption de la rue)
31. Senbon-dōri (en) (千本通) (Ligne principale Sanin)
32. Rokkenmachi-dōri (六軒町通)
33. Shichihonmatsu-dōri (ja) (七本松通)
34. (d) Taihei-dōri (太平通) (seconde interruption de la rue)
35. Onmae-dōri (en) (御前通)
36. Tenjin-dōri (天神通)
37. Nishidoi-dōri (西土居通)
38. Nishiōji-dōri (ja) (西大路通)
39. Saihigashi-dōri (ja) (佐井東通)
40. Sai-dōri (ja) (佐井通) [Aussi appelée Kasuga-dōri (春日通)]
41. Sainishi-dōri (ja) (佐井西通)

### Transports en commun
Le circuit de l'autobus municipal ne passe pas sur cette rue.

## Odonymie
La rue porte le nom du Rokkaku-dō, temple à la forme hexagonale situé sur la rue.

## Histoire
À l'époque de la ville impériale (Heian-kyō), la rue portait le nom de Rokkakukōji (六角小路), signifiant la ruelle de l'hexagone.

## Patrimoine et lieux d'intérêt
On y retrouve le lycée Suzaku et l'école primaire Suzaku 1 (ja). Il y a aussi plusieurs restaurants historiques dans la partie est de la rue, comme le Mantei (満亭), restaurant de style européen fondé en 1950 par Ichirō Ōzeki et le Kyōgoku Kaneyo (京極かねよ), restaurant fondé en 1872 et populaire pour ses anguilles, entre autres. Le Mikihan (三木半), un ryokan fondé en 1830, le Miyawaki Baisen'an (宮脇賣扇庵), magasin fondé en 1823, le magasin de poupées Maruhira Oki (丸平大木人形店), fondé en 1764, le Kinsudo (金翠堂), magasin de papeterie et de produits d'art fondé en 1890 et le magasin de couteaux Kaneta (金高刃物老舗), fondé en 1643, font partie des commerces historiques de la rue.
La rue est aussi l'adresse du Seigan-ji (de) (誓願寺), temple bouddhiste fondé en 667 à Nara, avant de déménager à l'angle des Ogawa-dōri et Ichijō-dōri pendant la période Kamakura, avant de prendre son emplacement actuel lors du remaniement de la ville sous Hideyoshi Toyotomi. Un autre temple sur la rue est le Rokkaku-dō, temple du pèlerinage de Kansai Kannon, connu pour sa forme hexagonale. Le Komyō-in (光明院) est un autre temple sur la rue, réputé pour l'observation des fleurs d'été et des feuilles d'automne dans son jardin dallé. Finalement, le Zensō-ji (善想寺), construit en 1582 et abritant deux statues de bouddha datant de la période Heian et le Takenobu Inari-jinja (ja) (武信稲荷神社), où l'on prie en l'espoir de gagner de la chance complètent la liste des temples sur la rue.
La prison de Rokkaku (ja), située à l'ouest de la rue, est connue pour être le lieu où le médecin Yamawaki Tōyō (de) a exécuté la première dissection au Japon, en 1754.